# 静嫔 (康熙帝)
靜嬪（1689年—1751年），石氏，漢族民籍出身。陝西寧夏平民石懷玉之女，康熙帝的庶妃。經雍正、乾隆兩朝尊封為靜嬪。

## 生平
康熙二十八年（1689）十一月初二日出生。何時入宮侍奉清聖祖玄燁，不詳。石氏在康熙六十一年前並未獲得正式冊封，與其他相同待遇的妃子被統稱為庶妃。康熙四十六年，聖祖位下的乾清宮主位有二十六人，檔案中無稱號的大答應有十人，石氏或已在其中。值得一提的是康熙朝的乾清宮主位，即指皇后以下，大答應或以上的妃子。
康熙五十二年十一月二十八日，生皇二十三子郡王銜誠貝勒允祁。康熙六十一年（1722年），康熙帝逝世。雍正帝即位後，奉皇太后懿旨晉封為康熙帝誔下皇子，卻未經冊封的庶妃們。康熙六十一年十二月，曾生育皇子的庶妃石氏被雍正帝尊為皇考玉貴人。
雍正十三年十一月十三日，玉貴人石氏被剛登極的乾隆帝尊封為皇祖靜嬪，册文里提到石氏“钟祥华阀”，释义为擁有“高贵的门第”。目前有关石氏的资料极少，只知道她是石怀玉之女。值得一提的是石氏在被高宗尊封為靜嬪前，曾被宮中稱為玉嬪。
康熙帝生前有諭旨，在他駕崩後，皇子們可將年長的母妃迎回家中居住，惟她們每月仍要進宮親自向雍正帝問安和面見皇后。怎料，在雍正十三年十二月初四日，剛登極的高宗下旨稱諸位太妃、太嬪只能在每年臘月春節和節慶生日時，可以出宮到她們兒子的邸第暫居。值得一提的是和硕履亲王府的东侧是多罗贝勒允祁邸第，每當靜嬪到允祁邸第小住一會時，隔壁就是定太妃所居之處。
乾隆元年六月初二日，總管內務府向高宗謹奏奏稱寧壽宮嬪四位的朝冠東珠之事，希望將花梨木匣內盛貯有眼東珠內選出呈覽。
乾隆十四年十月，允祁請求赴京慶祝靜嬪生日 。
乾隆十六年，寧壽宮靜嬪已經享有妃位的待遇，享銀三百兩，位下有六名官女子。同年十月，允祁請求赴京慶祝靜嬪生日。
乾隆二十三年，靜嬪病重時，乾隆帝曾命允祁從速返京城探視石氏。同年六月初六日，靜嬪在寧壽宮逝世，享年七十歲。乾隆二十四年三月二十二日辰時，靜嬪金棺入葬景陵妃園寢（今河北省遵化縣清東陵內）。

## 冊文
壼職佐修，分被天施之澤；坤貞釐祉，茂昭國典之榮。爰考彝章，載揚休問。皇祖貴人石氏，鐘祥華閥，秉訓瑤圖。奉巾帨以無愆，動循內則；佩珩璜而有節，譽藹掖庭。聿開朱邸之恩光，宜致椒宮之尊禮。式加顯號，用表令儀。謹以金冊尊為皇祖靜嬪。玉篆輝騰，庇本支而長茂；蘭階瑞靄，佔福履之熾昌。謹言。

## 影視作品
- 電視劇

| 年份 | 劇名     | 演員   | 備註                       |
| 2012 | 深宫谍影 | 穆婷婷 | 石貴人→静妃 （石淑儀）     |
| 2013 | 倾城绝恋 | 王希维 | 静妃→静贵妃（赫舍里·靜嫻） |

### 引用
1. ↑  《清实录·世宗实录·卷之二》康熙六十一年。壬寅。十二月……○又谕。朕奉皇太后懿旨。尔兄弟之母。当加意相待。朕念十二阿哥之母。多年侍奉皇考。甚为谨慎。久列嫔位。今晋封为妃。十五阿哥十六阿哥之母嫔，亦晋封为妃。再现在有曾生兄弟之母、未经受封者，俱应封为贵人。六公主之母应封为嫔。内有一常在、年已七旬。亦应封为贵人。
2. ↑  《宮內等處女子嬤嬤媽媽裏折肉銀底賬》：通嬪下官女子三人，家下女子一人；倩嬪下官女子三人； 秀嬪下官女子三人；玉嬪下官女子三人；綺嬪下官女子三人； 尹貴人下官女子三人，媽媽裏一人，蒙古女子一人；洛貴人下官女子三人；文貴人下官女子二人； 常貴人下官女子一人； 蘭貴人下官女子二人；智答應下官女子一人；令答應下官女子一人，家下女子一人。
3. ↑  內務府檔案記載：乾隆元年六月初二日，總管內務府謹奏，寧壽宮嬪四位，每位朝冠頂一分，嵌無光東珠六顆，挺上無光東珠二顆。翟烏五支嵌無光東珠二十五顆。金箍一個嵌無光東珠八顆。項圈一圍嵌無光東珠七顆。桃花一個嵌無光東珠三顆。方胜二個嵌無光東珠八顆。 耳墜一分嵌四等東珠十二顆。共四等東珠四十八顆，無光東珠二百三十六顆。臣等請將花梨木匣內盛貯有眼東珠內選出呈覽，應用可也，為此謹奏、請旨。
4. ↑   乾隆十四年十月十九日多羅貝勒允祁《奏請准赴京祝嬪母生日折》，中國第一歷史檔案館藏，檔案號：03-0170-0108-005
5. ↑  乾隆十六年十月十八日多羅貝勒允祁《奏請來京恭祝嬪母萬壽折》，中國第一歷史檔案館藏，檔案號：03-0170-0113-018
6. ↑   乾隆二十三年《軍機大臣為靜嬪病重著貝勒允祁即速來京看視事寄信二十三貝勒》，中國第一歷史檔案館藏，檔案號：03-18-009-000024-0002-0030

## 外部連結
- . 百度网.   [2018-11-26].
- . 騰訊網.   [2018-11-26].
- . 搜狐网.   [2018-11-26].